# Comunitat índia Pima-Maricopa Salt River
La Comunitat índia Pima-Maricopa Salt River comprèn dues tribus ameríndies, els pimes (Akimel O'odham) i els maricopes (Piipaash), molts dels quals eren originaris de la tribu Halchidhoma (Xalchidom). La comunitat fou creada oficialment com a reserva índia per una ordre executiva pel president Rutherford B. Hayes el 14 de juny de 1879. L'àrea de la comunitat inclou 53.600 acres (217 km²) dels quals 19.000 romanen en un vedat natural. Actualment són una tribu reconeguda federalment situada a Arizona.
La comunitat limita amb les ciutats d'Arizona de Scottsdale, Mesa, i Fountain Hills.
El Gran Segell de la comunitat índia Pima-Maricopa de Salt River és una representació de l'itoi,
 més coneguda com l'home en el laberint.

## Empreses i negocis
La comunitat compta amb dos Casinos a la seva terra, alhora funcionant sota la marca "Casino Arizona"; les instal·lacions atreuen als jugadors de la zona de Phoenix, així com turistes d'altres estats. També hi ha una quantitat limitada d'oficines i un gran centre comercial a l'aire lliure anomenat The Scottsdale Pavilions (que ofereixen minoristes nacionals) en les parts de la terra tribal propera a la de negocis del nord i als barris de negocis de la veïna Scottsdale.
Al febrer de 2011 la comunitat va obrir Salt River Fields Talking Stick, centre d'entrenament de Major League Baseball. Aquest complex de beisbol de 140 acres és la llar d'entrenament de primavera dels Arizona Diamondbacks i dels Colorado Rockies.
La comunitat posseeix i explota la Phoenix Cement Company, que abasteix al nord d'Arizona i Phoenix amb ciment i productes relacionats. La planta de l'empresa, un dels dues grans fàbriques de ciment a Arizona, es troba a Clarkdale.

## Idioma
La Comunitat índia Pima-Maricopa Salt River dona suport a la preservació dels idiomes Akimel O'odham i Xalchidom Piipaash a través de l'ensenyament i l'aprenentatge per a tothom en la Comunitat i encoratjant a tots els membres de la Comunitat preservar les llengües Akimel O'odham i Xalchidom Piipaash dins la llar (Resolució del Consell SR-2026-2000).
Alguns empleats tribals que treballen dins de la comunitat prenen classes d'idiomes per a tenir una millor comprensió de la comunitat i de la gent i tenir una millor relació de treball amb les persones a qui serveixen. Alguns estudiants volen omplir aquest buit en la seva experiència de la seva pròpia cultura i volen saber més sobre qui són. Alguns en volen aprendre perquè puguin comprendre a les seves ties o pares quan parlen entre ells.
La pobresa extrema, l'abandó escolar, el consum de drogues i els problemes fronterers obstaculitzen el progrés de la revitalització de la llengua, raó per la qual la resolució d'aquests problemes sembla més important per als membres de la tribu. L'esforç i l'abast de revitalització fa que sigui més difícil posar abans altres qüestions. Els activistes dels idiomes estan buscant revertir la llengües en perill a les seves comunitats, però cal un compromís amb l'objectiu que continuïn.

## Home en el laberint
Central a les creences de la Comunitat Índia Pima-Maricopa Salt River és la història de l'home en el laberint o I'itoi ki:k, el símbol del qual es veu en el gran segell. Aquest antic patró és representatiu del viatge que fa una persona al llarg de la seva vida, inclosos els obstacles i problemes. La figura és anomenada Germà Gran i està a punt de fer el seu camí a través del laberint, on al centre es trobarà amb el Déu Sol, que hi és per saludar-lo i beneir-lo en l'altre món. El símbol pertany a les tribus Akimel O’odham (Pima), Pee-Posh (Maricopa), i Tohono O'odham i el disseny es representa tradicionalment a petroglifs i cistelles.